# Jacques Lacour-Gayet
Pour les articles homonymes, voir Lacour-Gayet.
Jacques Lacour-Gayet, né à Paris le 26 octobre 1883 et mort le 8 août 1953 à Seengen, est un historien et patron français, impliqué dans de nombreux syndicats patronaux des années 1930 à sa mort, et auteur d'ouvrages d'histoire économique.

## Biographie

### Jeunesse et études
Jacques Lacour-Gayet est le fils de l'historien Georges Lacour-Gayet, le petit-fils du philosophe Paul Janet, le frère de Robert Lacour-Gayet (en), inspecteur général des Finances et écrivain, et le demi-frère de l'historienne Georgette Elgey. Admis à l'École normale supérieure, il est reçu à l'agrégation d'histoire en 1905. 

### Parcours professionnel
Après la Première Guerre mondiale, il est actif dans les milieux d'affaires, s'engage dans plusieurs groupements et associations patronaux, en particulier le Groupement d'études des Grands Magasins, qu'il fonde en 1919, la Fédération des entreprises à commerces multiples ; « il s'impose comme le représentant des grands magasins de 1919 à 1953 ». Il anime le Comité d'action économique et douanière, fondé en 1925. C'est une association à la fois libérale et proeuropéenne. Lacour-Gayet la dote en 1937 d'une maison d'éditions, Spid, dont il devient le gérant en 1952. 
Il participe en 1931 à la fondation de Radio-Luxembourg, dont il est le vice-président délégué. Il enseigne durant ces années à l'École libre des sciences politiques, dans le cadre d'un cours fruit d'une collaboration entre l'école, l'École polytechnique et l'École centrale Paris.
Sous le régime de Vichy, il est l'un principaux acteurs du Comité général d'organisation du commerce (CGOC) ; il prend néanmoins ses distances avec le dirigisme de l'État français. En 1946, il est élu à l'Académie des sciences morales et politiques (section générale).

## Publications

### Ouvrages
- Chemins de fer de Tunisie, Paris, Philippe Renouard, 1912 (extrait de la Revue des Deux Mondes du 15 mai 1911[7]).
- Les chemins de fer de l'Algérie, Paris, éditions de la Revue financière universelle, 1912 (extrait de la Revue financière universelle).
- Les chemins de fer du Canada, Paris, éditions de la Revue financière universelle, 1912 (extrait de la Revue financière universelle, 15 août 1912).
- Le chemin de fer de l'Ouenza, Paris, Bureaux de la Revue politique et parlementaire, 1912.
- La réforme douanière, Paris, Comité d'action économique et douanière, 1926.
- Arbitrage et prohibition douanières, Paris, Éditions internationales, 1928 (extrait de la Revue de droit international, janvier-février-mars 1928).
- El Goléa, Rose des sables, Paris, Louis de Soye, 1929 (extrait du Correspondant du 25 septembre 1929[8]).
- Le Congrès de la radiodiffusion, 1930 (extrait du Correspondant).
- Les charges sociales et fiscales des entreprises à commerces multiples, Paris, Comité d'action économique et douanière, 1939.
- Un essai d'économie orientée, Paris, impr. Chaix, 1939[9].
- Commerce et économie dirigée, Paris-Lyon, Spid, 1942 (préface de Jean Bichelonne).
- L'ordonnance du Roi Jean sur les prix et les métiers (1351), Paris, Imprimerie Union, 1944[10],[11].
- Platon et l'économie dirigée, Paris, Imprimerie Union, 1945[12],[11].
- Notice sur la vie et les travaux du marquis de Lillers, 1881-1941, Paris, Firmin-Didot et Cie, 1947[13].
- Morale et économie dirigée, Paris, Spid, 1947[14],[15].
- Projets et essais d'union douanière dans le cadre européen, Paris, Imp. Union, 1947[16].
- Propos d'un libéral, Paris, Spid, 1948[15].
- De Platon à la Terreur, Paris, Spid, 1948 (avec Robert Lacour-Gayet) [11].
- Le débordement législatif 1935-1949, Paris, Impr. Union, 1949 (extrait de la Revue des Deux Mondes du 15 juin 1949)[17].
- Le Roi Bilalama et le juste prix, Paris, Spid, 1949 (extrait de la Revue des Deux Mondes, 15 novembre 1949)[17].
- Histoire du commerce, en six volumes, Paris, Spid, 1950-1955 (sous la direction de Jacques Lacour-Gayet):
  - Tome 1: La terre et les hommes, Paris, Spid, 1950 (avec André Journaux, Pierre Benaerts, Michel David, Andrée Gobert).
  - Tome 2: Le commerce de l'ancien monde jusqu'à la fin du XVe siècle, Paris, Spid, 1950 (avec Maxime Lemosse, Marguerite Boulet).
  - Tome 3: Le commerce extra-européen jusqu'aux temps modernes, Paris, Spid, 1953 (avec Henri Labouret, Jean Canu, Jean Fournier, Georges Bonmarchand).
  - Tome 4: Le commerce du XVe siècle au milieu du XIXe siècle, Paris, Spid, 1951 (avec Claude-Joseph Gignoux, Andrée Gobert, Jean Canu).
  - Tome 5: Le commerce depuis le milieu du XIXe siècle, Paris, Spid, 1952 (avec Maurice Baumont, Paul Naudin).
  - Tome 6: Compléments de bibliographies, table générale des matières, index alphabétique, Paris, Spid, 1955 (avec  Andrée Gobert).
- Vingt ans de capitalisme d'État, Paris, 1951 (extrait de la Revue des Deux Mondes, 1er juin 1951)[18],[17].
- Monnaie d'hier et de demain (contient: Avons-nous une Monnaie? par Jacques Lacour-Gayet, L'expérience de 1926 et le franc d'aujourd'hui par Charles Rist, Stabilité monétaire et monnaie-or par Alfred Pose, Commerce et monnaie internationale par Edmond Giscard d'Estaing, Demain le franc-or? par Jacques Rueff), Paris, Spid, 1952[17].
- Techniques nouvelles de vente, Paris, Impr. Union, 1952 (extrait de la Revue des Deux Mondes, 1er juin 1952)[19],[17].
- Pour l'étalon-or, Paris, Impr. Union, 1952 (discours prononcé devant le Conseil économique le 24 juin 1952) [17].
- Communications, équipement de l'Union française, Paris, Productions françaises export, 1952.
- Nouveaux propos d'un libéral, Paris, Spid, 1953 [17].

### Préfaces et introductions
- Edmond Giscard d'Estaing, Faillite du dirigisme, Paris, Spid, 1946 (préface de Jacques Lacour-Gayet).
- Albert Calmès, Luxembourg et Occident européen, Paris, Spid, 1946 (introduction de Jacques Lacour-Gayet).
- Louis Baudin, Daniel Villey, André Marchal, Louis Fromont, Pierre Benaerts, René Courtin, etc., Pour une économie libérée, Paris, Spid, 1946 (introduction de Jacques Lacour-Gayet)[15].
- Daniel Serruys, Raoul Dautry, René-Louis Peulvey, Louis Saillant, Jacques Rueff, Lucien Febvre, etc., Liens entre Nations, Paris, Spid, 1947 (introduction de Jacques Lacour-Gayet)[15].
- Paul Naudin, Commerce et civilisation, Paris, Spid, 1949 (préface de Jacques Lacour-Gayet).
- Albert Marcellin, La Publicité qui porte et rapporte, éléments de psychologie publicitaire, Paris, Librairie d'économie commerciale, 1953 (préface de Jacques Lacour-Gayet).

## Distinctions

### Distinctions françaises
- Grand officier de la Légion d'honneur (23 mars 1950)[20]
- Commandeur de l'ordre du Mérite commercial[21]
- Officier d'académie
- Chevalier de l'ordre du Mérite agricole[21]

### Distinctions étrangères
- Grand officier de l'ordre de la Couronne de chêne du Grand Duché de Luxembourg[21]
- Commandeur de l'ordre de la Couronne de Belgique[21]
- Membre de l'ordre de l'Empire britannique[21]
- Médaille d’or de l’American Legion [21]
- Colonel honoraire de la 5e Armée des États-Unis[21]
- Commandeur de l'ordre du Ouissam alaouite (Maroc)
- Commandeur de l'ordre du Nichan Iftikhar (Tunisie)
- Commandeur de l'ordre de l'Étoile noire (Bénin)